# Мельков, Юрий Дмитриевич
Ю́рий Дми́триевич Мелько́в (1921 — 2003) — советский партийный и государственный деятель, участник Великой Отечественной войны.

## Биография
Ю.Д. Мельков родился в селении Старая Ляля Верхотурского уезда Екатеринбургской губернии (ныне в составе Новолялинского района Свердловской области) в семье служащего.
Отец — Мельков Дмитрий Павлович работал в сфере лесного хозяйства, поэтому семья часто переезжала по разным городам Свердловской области. Мать — Клавдия Леонтьевна была домохозяйкой.
Ю.Д. Мельков был старшим ребёнком, в семье также родились брат Олег (1923—1942), погиб под Сталинградом и сестра Ариадна (1925—1966).
В 1938 году вступил в комсомол.
В 1939 году Ю.Д. Мельков окончил с золотой медалью 10 классов средней школы в г. Краснокамск и поступил в Московский педагогический институт имени Карла Либкнехта.
В ноябре 1939 года с первого курса института был призван на срочную службу в РККА.

## Служба в РККА. Участие в Советско-финской и Великой Отечественной войне
В составе частей Ленинградского военного округа принял участие в Советско-финской войне.
После окончания боевых действий с 1940 года проходил службу в частях 2 корпуса ПВО Ленинградского военного округа, дислоцированного в г.Ленинград.
Участник Великой Отечественной войны с 22 июня 1941 года, сержант, командир расчёта звукопеленгатора отдельного прожекторного батальона 189 зенитного артиллерийского полка Ленинградской армии ПВО Северного (с 01.09.1941 – Ленинградского) фронта.
После окончания краткосрочных курсов при штабе корпуса – младший лейтенант, командир взвода.
За время службы награждён медалью «За Оборону Ленинграда» и орденом «Красной Звезды» .
На фронте в 1944 году вступил в ВКП(б).
Демобилизован из армии в июле 1946 года в звании «младший лейтенант».

## Продолжение образования

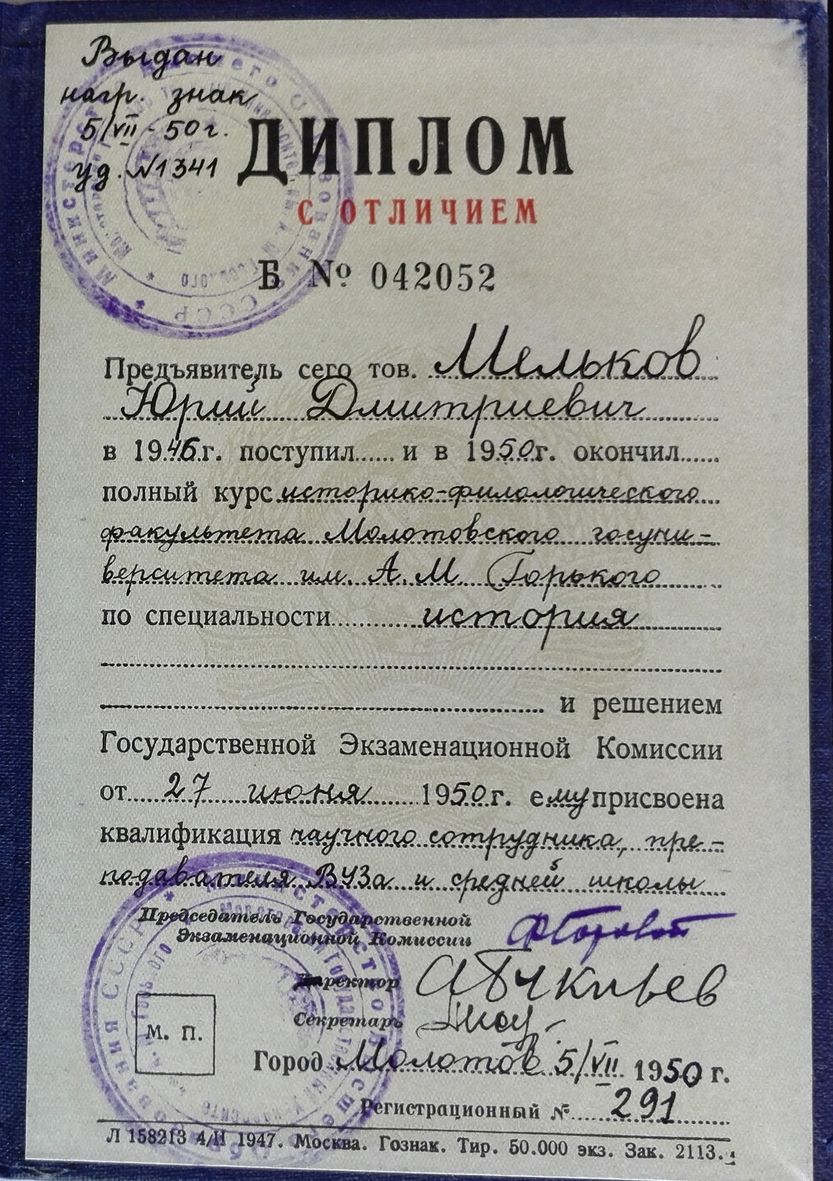
Диплом Мелькова Ю. Д.

После демобилизации продолжил учёбу на историко-филологическом факультете Молотовского государственного университета им. А.М.Горького.
С 1948 по 1949 год был секретарём комитета комсомола Молотовского (Пермского) университета, показав "высокие человеческие качества и выдающиеся организаторские способности.
Учился вместе с известным уральским поэтом Владимиром Радкевичем, Л.И.Давыдычевым, А.М.Домниным.
В 1950 году окончил историческое отделение историко-филологического факультета Молотовского (Пермского) госуниверситета.
Был распределён на работу на  кафедру "История народов СССР" университета, назначен на должность ассистента, готовился к поступлению в аспирантуру, однако через 8 дней преподавательской работы направлен на комсомольскую работу.

## Политическая деятельность
С 1950 по 1954 год – секретарь, первый секретарь Молотовского обкома ВЛКСМ.
С 1954 по 1956 год — секретарь Молотовского горкома КПСС.
За время работы в Молотовской области неоднократно избирался Депутатом областного совета.
В 1956 году направлен на учёбу в Высшую партийную школу.
После окончания ВПШ, которую окончил в 1958 году с красным дипломом, начал работать в аппарате ЦК КПСС:
- 1958-1962 – инструктор отдела партийных органов ЦК КПСС,
- 1962-1963 – инспектор ЦК КПСС,
- 1963-1967 – заведующий сектором Отдела организационно-партийной работы ЦК КПСС.

С 13 февраля 1967 года по 19 декабря 1973 года — второй секретарь ЦК КП Молдавской ССР.
Член Бюро ЦК КП Молдавской ССР, Депутат Верховного Совета МССР 7 и 8-го созыва, Депутат Верховного Совета СССР 8-го созыва.
Кандидат в члены ЦК КПСС, избранный 24-м съездом КПСС в 1971 году.
В 1973—1976 году – 1-й заместитель заведующего Отделом ЦК КПСС по работе с заграничными кадрами и выездам за границу.
С 1976 по 1988 гг. работал заместителем Председателя Комитета народного контроля РСФСР.
С 1988 года на пенсии.
Скончался в 2003 году в г. Москва.

## Семья
Жена: Мелькова (Фомичёва) Зоя Ивановна, (1918—1991), инженер-химик, в годы войны работала на оборонных предприятиях Пермской области, награждена медалью «За доблестный труд в Великой Отечественной войне».
Сын – Олег Юрьевич, 1951 года рождения (назван в честь младшего брата, погибшего на войне), врач.
Внук – Юрий, правнуки Денис и Максим.

## Награды
За участие в Великой Отечественной войне Ю. Д. Мельков награждён медалями «За оборону Ленинграда» (1942), Орденом Красной Звезды (1944), Орденом Отечественной войны II степени (1985).
За добросовестный труд награждён орденами Октябрьской Революции, двумя орденами Трудового Красного Знамени, орденом «Дружбы народов»,  медалями.

## Интересные факты
В начале Великой Отечественной войны сержант Ю.Д. Мельков командовал расчётом звукопеленгатора (численность - 14-20 человек).
В этом расчёте служили и вместе с Ю.Д. Мельковым жили в одной землянке 6 красноармейцев, окончивших 10 классов средней школы и призванных из Москвы (кроме А.В. Рынковича, призванного в армию из Ленинграда после окончания им первого курса ЛКИ):
- Бим Залман Исаакович (1922 - ?)[7], после войны – экономист, кандидат экономических наук [8].
- Дорогинин Василий Иванович (1922-?)[9] (в документах на награждение В.И. Дорогинина медалью «За Оборону Ленинграда» ошибочно указана фамилия «Дорожнин»). После войны В.И. Дорогинин поступил вместе с М.Г. Юньковым в МЭИ, окончил институт и защитил диссертацию, кандидат технических наук, проживал в Москве, был начальником отдела в одном из НИИ.
- Рынкович, Анатолий Васильевич (13.08.1922-27.09.2007), инженер-кораблестроитель, один из крупнейших специалистов в СССР в области создания атомных подводных лодок стратегического назначения, кавалер Ордена Ленина (1963), с 1970 по 1985 годы – главный строитель кораблей ПО «Севмашпредприятие».
- Храпов Владимир Георгиевич (30.08.1921 - ?)[10], инженер путей сообщения, кандидат технических наук [11] (1958), доцент кафедры «Мосты и тоннели» МИИТ, впоследствии – проректор МИИТ, автор ряда учебников по проектированию мостов и станций метрополитена, актуальных и в настоящее время.
- Юньков, Михаил Григорьевич (22.12.1922 – 13.12.2017), доктор технических наук (1985), профессор, один из крупнейших в мире специалистов в области электропривода, разработавший несколько поколений электроприводов для нефтегазовой промышленности СССР и России, создатель и с 1968 по 1986 гг. бессменный директор ВНИИЭлектропривод (г. Москва), автор классических работ по теории и практике построения электропривода.

Таким образом, можно констатировать, что Ю.Д. Мельков командовал расчётом будущих учёных.
Интересно также, что все вышеперечисленные военнослужащие, жившие в одной землянке со своим командиром в 1941 году и имевшие воинское звание «красноармеец», в 1942—1943 гг. стали сержантами и командирами расчётов радиопрожекторных станций РАП-150 189 зенитного артиллерийского полка (З.И. Бим в 1945 году получил звание «младший лейтенант»), а затем достигли определённых высот в гражданской жизни.
На фронте Ю.Д Мельков писал стихи, их рукописи были сохранены А.В. Рынковичем. При жизни Ю.Д. Мелькова стихи не публиковались, впервые опубликованы в 2013 году .

## Публикации
- Мельков Ю. Д. Кабинет организационно-партийной работы [Текст] / Ю. Мельков, Н. Шаньгин, Н. Бирюков. Москва : Политиздат, 1970. 56 с.